# Liederhandschrift Baer
Die Liederhandschrift Baer ist eine gemischt deutsch-französische Liederhandschrift, bezeichnet „Recueil de poëmes et chants français et allemands. Chr. J. Baer, Strasbourg 1799–1805“ Das Original (in zwei größeren Teilen, aus verschiedenen „Heften“ zusammengebunden; die Handschriften selbst jetzt unterteilt in vier Teile, hier mit römischen Zahlen bezeichnet) wurde an das Deutsche Volksliedarchiv (Deutsches Volksliedarchiv; DVA) in Freiburg i. Br. 1994 und 1996 freundlicherweise von Herrn Jean-Marie Ehret (Oberbruck bei Masevaux im Sewental, Oberelsass) zum Kopieren und zur Bearbeitung übergeben. Die bisherige Untersuchung beschränkt sich auf die deutschen Texte (DVA-Signaturen HL 446 und HL 470). Eine weitere Kommentierung (vor allem zusammen mit den französischen Texten und im Hinblick auf den regionalen Kontext der Stadt Straßburg in den Jahren nach der Französischen Revolution) wäre wünschenswert.
Mehrere Lieder im Teil IV, S. 61 ff., datiert 1804, verweisen auf das Repertoire einer Freimaurerloge. Heinrich Boos (Geschichte der Freimaurerei, Aarau 1906) macht darauf aufmerksam, dass Straßburg in der Geschichte der Freimaurer aus verschiedenen Gründen eine besondere Rolle spielt. – Über die Person von Chrètien Jaques Baer in Straßburg sind wir bisher nur ungenügend informiert; dem vorliegenden Liedrepertoire nach war Baer offenbar Freimaurer. Aus der Freimaurer-Bibliothek in Bayreuth stammt der Hinweis auf einen Charles Baer (* 1793 in Straßburg) als „Experte“ [Mitglied mit besonderem Rang] der Straßburger Loge, datiert 1820. In der Literatur wird u. a. auf Frédéric-Charles Baer (1719–1797) hingewiesen, evangelischer Pfarrer und Professor für Theologie in Straßburg – vielleicht ebenfalls ein Verwandter. – Nach einer Zeit des Niedergangs der Logen in Frankreich ab 1794 vereinigen sich die beiden französischen Groß-Logen 1799, und die Jahre bis 1804 gelten als Zeit der Reorganisation und der Expansion. Kaiser Napoleon platziert mehrere seiner Verwandten in Spitzenfunktionen bei verschiedenen Logen und bei der Groß-Loge; insofern scheint es kein Zufall, dass die entsprechenden Straßburger Liedeintragungen Baers 1804 datiert sind. Sie spiegeln also damals aktuelle Zeitgeschichte.
Die übrigen deutschen Liedtexte (alle ohne Melodien) gehören zu üblichen Repertoire dieser Jahre an populär gewordenen Kunstliedern. Über den gesamten Umfang dieser Sammlung lässt sich nichts Sicheres sagen; es fehlen die ursprünglichen Hefte 1 und 3; Heft Nr. 2 ist 1799 datiert bzw. mit dem Revolutionsjahr 7 bezeichnet. Im zweiten Teil taucht gegen Ende eine Datierung „1813“ auf. – Im ersten Teil stehen deutsche und französische Liedtexte abwechselnd nebeneinander; die Handschrift ist prominent zweisprachig. Der zweite Teil enthält ausschließlich französische Liedtexte, aber dem folgen am Schluss wiederum deutschsprachige „Gedanken-Sprüche“.
Überblickt man die deutschsprachigen Teile dieser Handschriften insgesamt, so lässt sich (vorläufig) folgendes sagen: Christliches steht zwar am Anfang (im zweiten Teil dann die Freimaurerei mit einigen Belegen), aber dieses hat – so könnte man herauslesen – geradezu „revolutionären Klang“: „Jesus hat’s befohlen, betend das zu holen, was uns nützlich ist...“ (Liedtext im Teil I, S. 14). Sonst ist es allgemeine Liebeslyrik und das Modelied der Zeit vor 1789 mit durchaus bürgerlichen Tönen. Es sind sogar einige sehr moderne Lieder darunter (darunter einige Früh- bzw. Erstbelege von Liedtexten). Von „Revolutionswirren“ u. ä. ist hier nicht viel zu spüren: „Freund, leben Sie wohl glücklich und zufrieden, nichts störe ihre Seelenruh; ist ja dem Sterblichen ein wahres Glück beschieden, so fließ’ es Ihnen reichlich zu...“ (Liedtext im Teil II, S. 94). Ist das ein Spiegelbild der Realität oder eine stilisierte Rückzugsposition in die Idylle? Unter den „Gedankensprüchen“ im Teil III, datiert 1801, steht S. 14 der Hinweis „Tausche deine Freiheits-Tage um der Liebe Fesseln nicht...“. Aber diese „Freiheit“ bezieht sich offensichtlich auf Ehebande, nicht auf die politische Situation.

## Belege
1. ↑  Otto Holzapfel: Liedverzeichnis. Die ältere deutschsprachige populäre Liedüberlieferung = Online Update Januar bis März 2022 = Germanistik im Netz / GiNDok [UB Frankfurt/M] = https://publikationen.ub.uni-frankfurt.de files = Liedverzeichnis = Update 2023 "www.ebes-volksmusik.de" (obere Adressleiste des Browsers); eigene Datei „Liederhandschrift Baer“ mit weiteren Hinweisen, auch zu den Freimaurern in Straßburg, und Übertragung der deutschen Texte.
2. ↑  Der zweite Teil kam durch Zufall bei einer erneuten Durchsicht von Beständen eines Straßburger Antiquariats zutage und wurde darum erst später, 1996, als Ergänzung zur ersten HL-Nummer und als Kopie in die Sammlung des DVA eingefügt.